# 6909 Levison
6909 Levison eller 1991 BY2 är en asteroid i huvudbältet som upptäcktes den 19 januari 1991 av det amerikanska astronom paret Eugene M. och Carolyn S. Shoemaker vid Palomar-observatoriet. Den är uppkallad efter amerikanen Harold F. Levison.